# Croton rhamnifolioides
Espèce
Croton rhamnifolioides est une espèce de plantes à fleurs du genre Croton et de la famille des Euphorbiaceae, présente au Brésil (Bahia).